# 澳洲皇家空軍
澳洲皇家空軍（縮寫为）是澳洲國防軍的空軍部隊，前身為於1912年3月成立的澳洲飛行隊（Australian Flying Corps），為世界上第二支空軍，於1921年3月獨立成軍。
澳洲皇家空軍參與過20世纪中許多重大軍事衝突，包括兩次世界大戰、韓戰和越南戰爭，以及近年的伊拉克戰爭。在皇家澳洲空軍的盾徽上印有拉丁文座右銘：，意思是。

## 歷史

### 第一次世界大戰
在1914年第一次世界大戰爆發後不久，澳洲飛行隊即下令派出戰機協助協約國佔領德屬新幾內亞，（現今新幾內亞的東北部）。可是，组建完成之后，遠在戰機裝備好前，這些殖民地就已宣佈投降。澳洲空軍一直至1915年5月27日才有真正的軍事任務。當時，空軍的米索不達米亞部隊被召喚到伊拉克，協助英屬印度陸軍保護英國於當地的石油利益。在整個一戰中，飛行隊一直是協約國的一分子，它曾參與埃及和巴勒斯坦的戰事。在一戰中，飛行隊的四個中隊均有良好的出勤紀錄。澳洲飛行隊曾有460名一般士兵及2,234其他級別的士兵服役，另外飛行隊也有200名士兵於英國皇家空軍裡服役。在整個戰事裡，飛行隊一共有175人死亡，111人受傷，6人失蹤及40人被俘。
| 執行任務的部隊 | 接受訓練的部隊 |
| -------------- | -------------- |
| 空軍1中隊      | 空軍5中隊      |
| 空軍2中隊      | 空軍6中隊      |
| 空軍3中隊      | 空軍7中隊      |
| 空軍4中隊      | 空軍8中隊      |

空軍於一戰時的王牌機師有：
- 亞瑟·亨利·柯比（Arthur Henry Cobby）（29）
- 厄溫·京（Elwyn King）（26）
- 亞歷山大·潘特蘭（Alexander Pentland）（23）
- 埃德加·麥克勞利（Edgar McCloughry）（21）
- 埃德加·莊遜（Edgar Johnston）（20）
- 安德魯·考珀（Andrew Cowper）（19）
- 斯席·候維（Cedric Howell）（19）
- 費·荷莉迪（Fred Holliday）（17）
- 艾倫·夏萍（Allan Hepburn）（16）
- 法蘭西·萊恩·史密斯（Francis Ryan Smith）（16）
- 約翰·魯瑟弗·戈登（John Rutherford Gordon）（15）
- 羅伊·西塞爾·菲律比斯（Roy Cecil Phillipps）（15）

### 第二次世界大戰

#### 歐洲和地中海
在1939年第二次世界大戰開始後，澳洲參加了「帝國空軍訓練計劃」。在這計劃中，機師會於澳洲接受基礎訓練，然後再到加拿大接受進階訓練。一共有19架RAAF的轟炸機、戰鬥機、偵察機及其他部隊於英國或為沙漠部隊於北非或地中海服務。在位於歐洲及地中海的英國RAF指揮部大約有9%的人員是RAAF的人員
當英國的製造業被納粹德國空軍當成攻擊目標後，澳洲政府成立了軍機製造局（簡稱DAP；亦即是後來的軍機製造廠）去支援英聯邦的空軍。最終RAAF配備了大量英國設計但本土製造如DAP波褔魚雷轟炸機的機種。
在二戰的歐洲戰場，RAF轟炸指揮部的RAAF人員是受矚目的：他們在RAAF人員中只佔了2%，但在戰事中陣亡的敵軍倒有23%是他們殺掉的。舉例說：主要使用蘭開斯特轟炸機的460中隊人員只有200機師，卻殺掉了1,018名敵軍，足足是機師們5倍的數量。

#### 太平洋戰爭

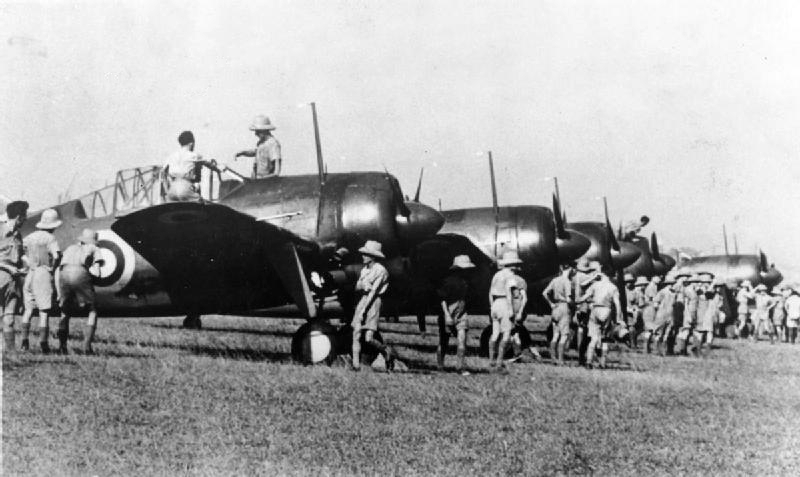
很多RAAF的機師在馬來西亞、新加坡及印尼戰爭中都駕駛F2A戰鬥機。圖中顯示的是新加坡三巴旺機場上的F2A戰鬥機，它們正接受檢查。

在太平洋戰爭剛開始時，日本帝國迅捷的進攻令澳洲大陸第一次受到威脅。澳洲空軍對這樣的危急情況其實沒有什麼準備，而且在剛開始於太平洋和日軍交戰時就已經面對軍力不足的問題。
1941年至1942年早期，很多的澳洲空軍人員，包括了21中隊及453中隊，曾於馬來西亞、新加坡和印尼護送英空軍的遠東司令。此時，盟軍中的澳洲機師表現得特別出色，儘管他們人數比敵軍少，而且駕駛的是不入流的F2A戰鬥機。
1942年2月19日，破壞力甚大的達爾文空襲事件令澳洲空軍不得不回防。事件令一些澳洲空軍部隊從北半球調派回澳洲，不過直到戰爭完結為止，澳洲空軍一直保留住一定數量的戰機於其它主戰場中。但由於缺乏優秀的戰機，RAAF不得不採用盟國美國的P-40（小鷹）戰鬥機，和生產與設計出澳洲自行研發的CAC（回力標）戰機。P-40戰鬥機在新幾內亞、所羅門群島等戰役中是不可或缺的一員，而他們的參與在曼妮灣海戰中尤其重要。由於日本有使用化學武器的可能，於是RAAF亦進口了上千百件的化學武器到澳洲。
在卑斯麥海戰中，進口的布里斯托標致鬥士式戰機的表現證明了它卓越的對地及對海的戰鬥性能。因此DAP之後於澳洲本土大量生產這種戰機。雖然標致鬥士是雙引擎戰機，機身比多數日本戰機大上很多，但速度卻比它們快。
至於澳洲空軍的重型轟炸機部隊則以287架B-24轟炸機為主力，它們可以從澳洲及新幾內亞的空軍基地，攻擊遠至婆羅洲及菲律賓的日本佔領地。
1945年後期，澳洲空軍訂購和接收到了500架P-51戰鬥機，用於空戰及對地支援上。英聯邦一度完全用美國製的零件組裝這種戰機，但之後使用的P-51戰鬥機卻多為自行製造。RAAF的主要戰鬥部隊——第一戰略飛行隊，由超過18,000位人員及20個部隊組成。它曾在婆羅洲及菲律賓戰事中作戰，及計劃入侵日本本土（沒落行動）。RAAF的歐洲轟炸機部隊亦準備好以飛虎隊成員身份參與沒落行動，可是美國這時候卻突然向日本的廣島及長崎投下原子彈令戰爭提早結束。在整個二戰中，澳洲共派遣了20,000名人員加入英聯邦的部隊。而澳洲空軍本身則投入了216,900名男女人員參戰，其中11,061名人員在戰事中犧牲。

### 二戰後

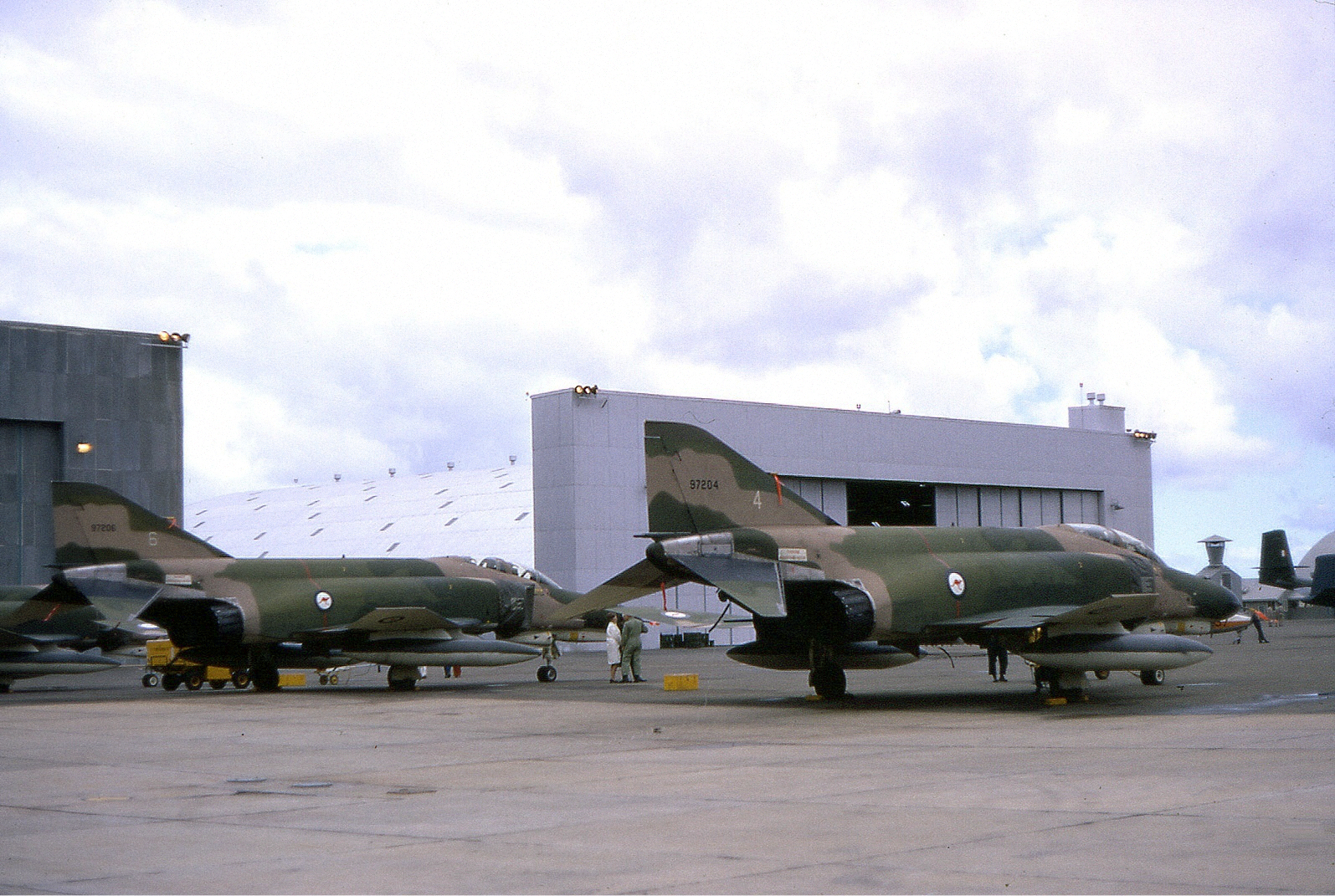
麦道公司的F - 4E幻影II在阿德莱德（1971年）在RAAF爱丁堡

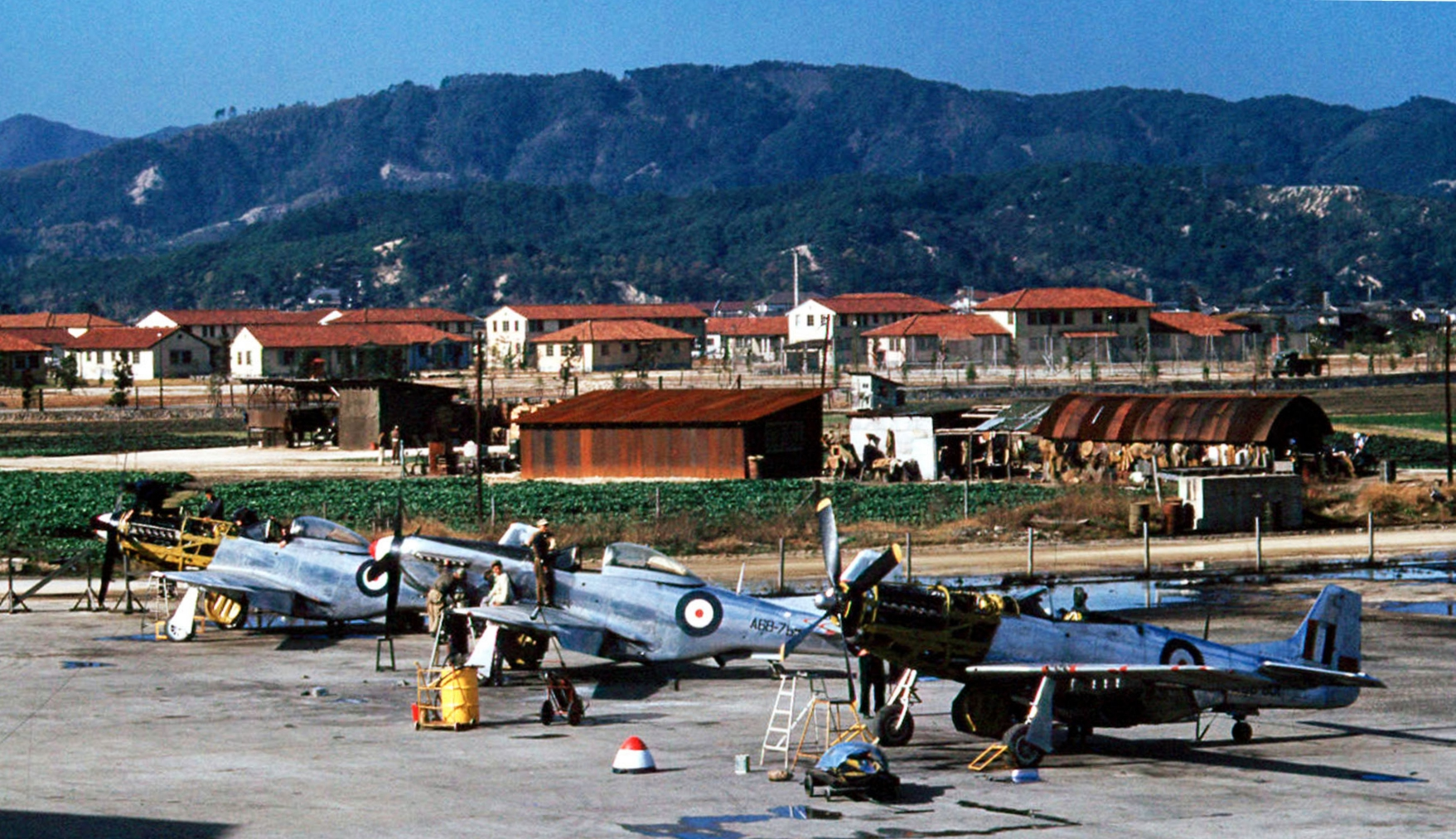
1950年皇家澳大利亞空軍的F-51D野馬戰鬥機停在日本岩國飛行場維修。

在1948-1949年柏林空運（Berlin Airlift）期間，一支澳洲空軍的達科他機（Dakotas）部隊協助英美等國運送物資至被封鎖的東柏林，而RAF亦安排了兩架來自約克的運輸機予澳洲空軍機師駕駛並參與行動。雖然RAAF只參與了行動中的一小部分，但它們的參與是十分重要的。RAAF的部隊在行動中共飛行了2062回、運載了7030噸貨物和6964名乘客。
在1950-53年的韓戰中，和進駐日本的英聯邦佔領軍（BCOF）在一起的77中隊是被聯合國軍徵用的第一批飛機之一。它們在當時參與了地面支援、威力偵巡和護衛任務。當聯合國軍的飛機面對蘇聯派來幫助朝鮮人民軍空軍的米格-15戰鬥機威脅時，77中隊的格羅斯特流星式戰鬥機（Gloster Meteor）一度成功制敵，但朝軍早已知道米格機比流星機先進得多，而流星機都早已被降格至參與地面支援的程度，所以這次戰鬥的結果自然不問可知。此外於戰事中，部隊亦有派出運輸機。部隊的戰機一共飛行了18872回，炸毀了3700棟大廈、1408輛汽車、16條橋樑、98條鐵路和數目不明的敵軍人員。三架米格機亦證實被毀，二架懷疑被毀。澳洲空軍人員有41名陣亡，7名被俘，另失去了66架飛機，包括22架P-51戰鬥機（Mustangs）、44架流星戰機。
在1950-1960年的馬來事變中，1中隊的6架林肯轟炸機（Lincolns）和38中隊的達科他戰機加入了遠東空軍聯盟，對抗CTs（CTs Communist Terrorists，即支持共產主義的恐怖分子）。在馬來亞，達科他戰機應用於運載貨物、陸軍軍隊、傘兵部隊和空中散發宣傳單張。來自星加坡及吉隆坡的林肯轟炸機成為了空中對抗CTs的主力，它們經常轟炸CTs的叢林基地。雖然轟炸作用不大，但仍令政府成功騷擾CTs部隊，並在確認CTs大本營之後攻擊它們，CTs亦被迫不斷移動以減傷亡。之後在1958年，來自RAAF 2中隊的坎培拉轟炸機部署到馬來亞，它們亦參與了對付CTs的轟炸任務。

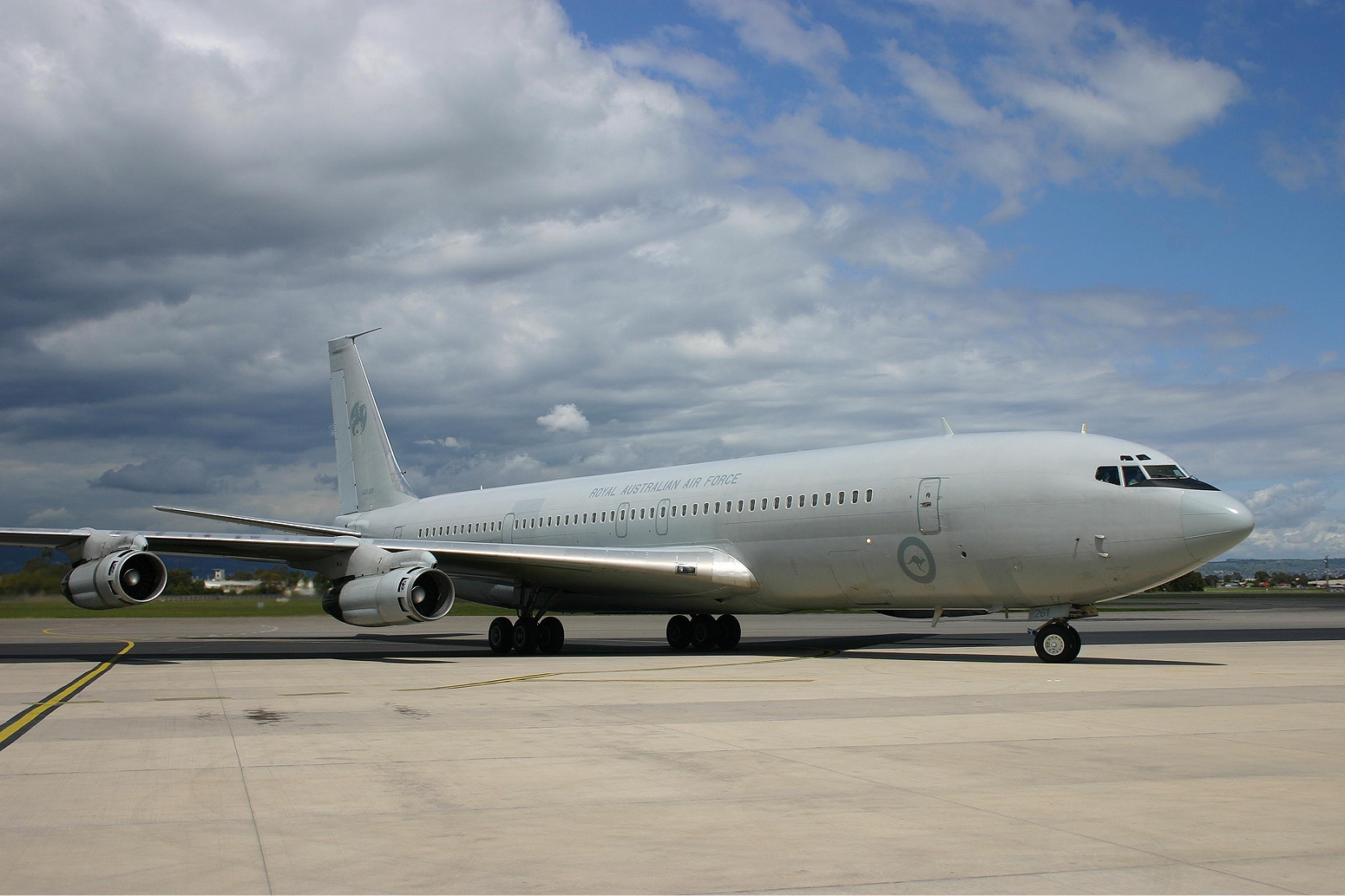
澳大利亚皇家空军的波音707

在1966至1972年越戰期間，澳洲空軍派出了第35中隊的卡莉普運輸機（Caribou transport aircraft，為STOL機種，即Short take off and landing——「短距離起飛及降落型」，意味著飛機可用較短的跑道起飛和降落）、第9中隊的UH-1直升機、第2中隊的英式電子卡賓拿轟炸機 （English Electric Canberra bombers）參與戰事。卡賓拿戰機參加了11,963次的轟炸任務，兩架飛機在任務中毀掉，一架失蹤。一架墜毀的飛機的殘骸在2009年四月成功被修復，而機上的機師邁可·赫伯（Michael Herbert）和羅伯特·卡佛（Robert Carver）的屍骸亦在2009年七月被找到。而另一架墜毀的飛機雖然被地對空導彈擊落，但機上的機師就成功獲救。在這次戰事中，RAAF的部隊共投下了76389個炸彈，證實被RAAF殺害的敵方人員有786位、估計被殺死的有 3390位。此外，RAAF亦炸毀了8637棟建築、15568個地堡、1267艘舢板及74條橋樑 RAAF的運轉機亦有支援對抗共產主義分子的地面部隊。例如：UH-1直升機就曾參與其中的多種任務，包括充當特斯夫（Dustoff，運送死傷者之直升機）和針對叢林游擊隊的武裝直升機（Bushranger Gunships）。澳洲空軍在越戰中分別有6位及30位人員於戰場上陣亡和受傷、8位及30位人員於戰場以外死亡和受傷。
空軍的軍事運輸在之後的數十年一直為不同的目的於不同的地方進行著，1999年東帝汶的維和行動便是其一。
澳洲的戰機一直沒有再在戰場上出現，直至2003年伊拉克戰爭中的鷹獵行動（Operation Falconer）。當年RAAF 75中隊的14架 F/A-18系的戰機在行動中擔任護航、對地作戰等角色。它們一共飛行了350個來回及投下了122雷射導航炸彈。
從2007八月起，RAAF位於阿富汗坎大哈機場的第114機動管制通訊隊（No. 114 Mobile Control and Reporting Unit）開始變得活躍。大約75位人員被調派至此以TPS 77雷達指揮聯合空軍軍事行動。
澳洲國防部2021年11月29日宣布，隨著最後的飛行任務結束，澳洲皇家空軍F/A-18A/B「大黃蜂」戰機正式退役。澳洲大黃蜂戰機1981年投入使用，先後總共接收71架，該機種服役近37年、總飛行時長約408000小時。根據公開資料顯示，澳洲國內將保留8架，其中兩架將進駐威廉鎮當地的世界戰機博物館，做為歷史紀錄保存。此前，澳洲國防部於2017年簽約，將上述其中25架戰機轉售至加拿大皇家空軍，首批交付工作於2021年4月29日完成。
21世纪初，澳大利亚政府加入联合打击战斗机计划。2018年，澳大利亚皇家空军首批F-35閃電II戰鬥機抵达威廉镇基地。
因應俄羅斯入侵烏克蘭，澳洲皇家空軍於2023年10月派出一架E-737空中預警機至德國，為期半年，協助監察烏克蘭周圍地區的軍事威脅。

## 軍階和制服
澳洲空軍尉級以上及以下軍人均使用源自英國皇家空軍的軍階和制服，除了以下軍職： 
- 技術人員：無此職位
- 空軍士官以下：無須於山形袖章上縫上鷹章。
- 空軍二等兵（Aircraftman/Aircraftwoman）的專屬佩章是一枚山形袖章，而非雙翼螺旋槳佩章。
- 無空軍一等兵（Senior Aircraftman/Aircraftwoman）此級。

與英國、加拿大、紐西蘭不同，澳洲空軍制服是深藍色而非灰色的。澳洲空軍的可脫式階級肩章（slip-on rank epaulette），亦可稱作專屬軟章（Soft Rank Insignia）。執勤人員的制服的肩上都會配上這種章。當澳洲空軍人員休班或進行儀式時，會穿著碎花迷彩戰服（Disruptive Pattern Combat Uniform），代替舊時的工人服。

## 圓盾
空軍本來一直沿用紅、白、藍三色的圓盾作為皇家空軍的其中一個標誌。可是，在第二次世界大戰中，圓盾標誌中心的紅色圓形卻被去除了。這是因為在太平洋戰爭中，美國的野貓艦誤將嘉德蓮娜部隊的十一號戰機當作日本戰機。
在戰後，軍方收到很多替代舊圓盾的提議圖案，包括了南十字星座圖案、回力標圖案、金合歡的枝葉圖案以及紅色的袋鼠圖案。
現今皇家空軍的盾形標誌於1956年7月2日正式被採用。這個盾以一隻紅袋鼠為中心，外面是白色圓形，最外圍的是一個藍圓形。袋鼠在多數的空軍圓盾中是面向左面的，但在戰機和戰車上，圓盾上的袋鼠則會面向前。此外，圓盾還有些具保護色的版本，常用的那種去掉了圓盾中的白色，而紅色和藍色則分別由淺灰色和深灰色所替代。 空軍的直升機有時甚至只用一隻袋鼠代替整個圓盾，這隻袋鼠的顏色是可以是黑色，又或是其中一種的保護色。

## 皇家澳大利亞空軍徽章
現在的澳洲空軍徽章是由英國查斯特·夏洛國儀院（Chester Herald of Arms in Ordinary）於1939年決定採用的。這徽章由一頂皇冠、一個圓形、一頭楔尾鷹和一卷卷軸組成。皇冠位於圓形的上方，而圓形中有「Royal Australian Air Force」（澳洲皇家空軍）的字樣和那頭楔尾鷹，而在圓形之下有寫著拉丁文座右銘——「Per Ardua Ad Astra」的卷軸。「Per Ardua Ad Astra」是由亨利·懷特·哈格爵士（Sir Henry Rider Haggard）的小說——迷霧中的人民（People of the Mist）摘錄出，英文意思是「Through Struggle to the Stars」。

## 目前的軍力

### 飛機
澳洲空軍戰機列表：
| 戰機                      | 產地            | 類別                    | 版本                                    | 現役   | 備註 |        |
| 戰鬥機                    | 戰鬥機          | 戰鬥機                  | 戰鬥機                                  | 戰鬥機 | 戰鬥機 | 戰鬥機 |
| ------------------------- | --------------- | ----------------------- | --------------------------------------- | ------ | --- | ------ |
| F/A-18黃蜂式戰鬥攻擊機    | 美国            | 對空/對地               | F/A-18F超級大黃蜂式打擊戰鬥機           | 24     | |        |
| F-35閃電II戰鬥機          | 美国            | 對空/對地               | F-35A                                   | 72     | 含3架在美國供訓練。 |        |
| 電戰機                    |                 |                         |                                         |        | |        |
| F/A-18黃蜂式戰鬥攻擊機    | 美国            | 電子作戰                | EA-18G咆哮者電子作戰機                  | 12     | 原12架中1架折損。 2021年9月30日新購一架戰機取代事故機 |        |
| 教練機                    |                 |                         |                                         |        | |        |
| 鷹式教練機                | 英国            | 訓練/對地               | Hawk 127                                | 33     | |        |
| Pilatus PC-9              | 瑞士 ·          | 高階訓練                | PC-9                                    | 65     | 在德哈維蘭授權下澳洲製造。 |        |
| Pilatus PC-21             | 瑞士            | 高階訓練                | PC-21                                   | 49     | |        |
| Beechcraft Super King Air | 美国            | 導航訓練                | B350                                    | 8      | 4架訂購中。 |        |
| 預警機                    |                 |                         |                                         |        | |        |
| 波音737                   |                 | 空中預警機 (AEW&C)      | E-737空中預警機                         | 6      | |        |
| 反潛機                    |                 |                         |                                         |        | |        |
| AP-3C Orion               | 美国            | 海上巡邏/反潛           | AP-3C                                   | 9      | 全部預計在2020年退役。 |        |
| P-8波賽頓海上巡邏機       | 美国            | 海上巡邏/反潛           | P-8A                                    | 8      | 訂購4 |        |
| 侦察机                    |                 |                         |                                         |        | |        |
| IAI Heron                 | 以色列 · 加拿大 | 觀測及偵查              | Heron 1                                 | 2      | |        |
| MQ-4C海神侦察机           | 美国            | 觀測及偵查              | MQ-4C                                   |        | 訂購中6架 |        |
| 運輸機                    |                 |                         |                                         |        | |        |
| Boeing Business Jet       | 美国            | 貴賓運輸機              | 737-700 BBJ                             | 2      | |        |
| 波音C-17环球霸王III       | 美国            | 戰略運輸機              | 波音C-17环球霸王III                     | 8      | |        |
| Bombardier Challenger 600 | 加拿大          | 貴賓運輸機              | CL 604                                  | 3      | 已退役 |        |
| C-130運輸機               | 美国            | 運輸機                  | C-130J-30                               | 12     | 澳洲在2023年7月24日表示，將斥資98億澳元（66億美元），購買20架新型超級大力士（Super Hercules）軍用運輸機以取代並擴充皇家澳洲空軍（Royal Australian Air Force）目前十多架老舊飛機的機隊，第1批預計2027年交付。。 |        |
| Beechcraft Super King Air | 美国            | 輕運輸機                | B350                                    | 3      | |        |
| C-27                      | 義大利          | 運輸機                  | C-27J                                   | 10     | |        |
| 空中加油機                |                 |                         |                                         |        | |        |
| 空中客车A330              | 法國            | 加油/運輸機、貴賓運輸機 | 空中客车A330 MRTT（澳軍型號稱為KC-30A） | 7      | 第七架A39-007在澳洲总理海外出访时担任专机 |        |
| 直升機                    |                 |                         |                                         |        | |        |
| 賽考斯基S-76精靈直升機    | 美国            | 多用途中型直升機        |                                         | 6      | 與CHC直升機公司簽訂合約 |        |

### 輕兵器[31]
- L9A1／L9A3自動裝填手槍（白朗寧大威力手槍）
- Glock 19 Jet Aircrew Pistol
- HK MP5冲锋枪
- 雷明登870霰彈槍
- F88澳大利亞突击步枪（斯泰爾AUG）
- SR-98狙击步枪
- F89輕型支援武器（Minimi）
- MAG58通用機槍
- M203榴彈發射器

## 流行文化
- 電影《超級戰艦》中，對外星飛船作最後攻擊的是澳洲空軍F/A-18

## 皇家澳大利亞空軍飛機圖片集

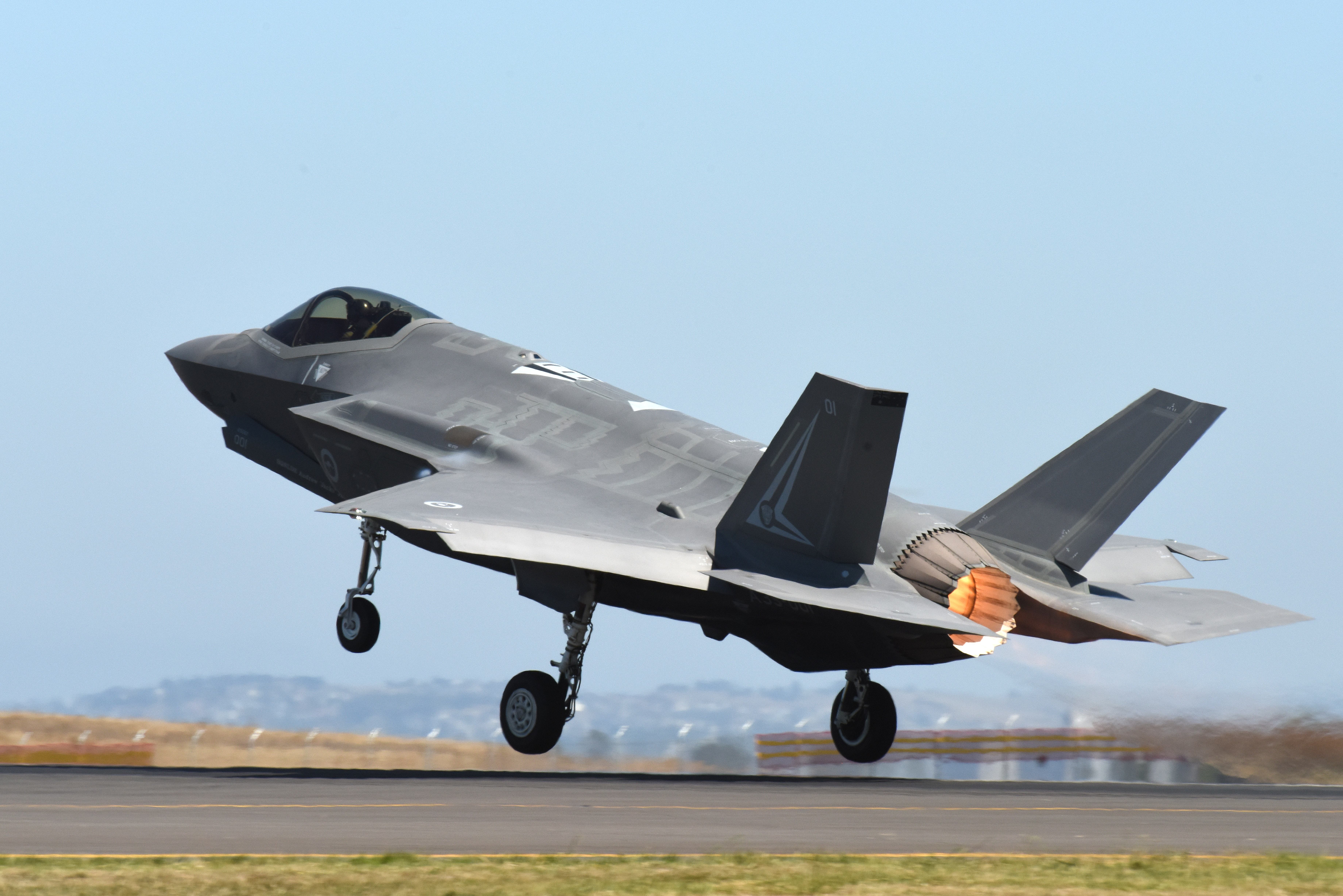
澳大利亚皇家空军F-35A在2017澳大利亞國際航展和航空航天與防務博覽會期間起飛
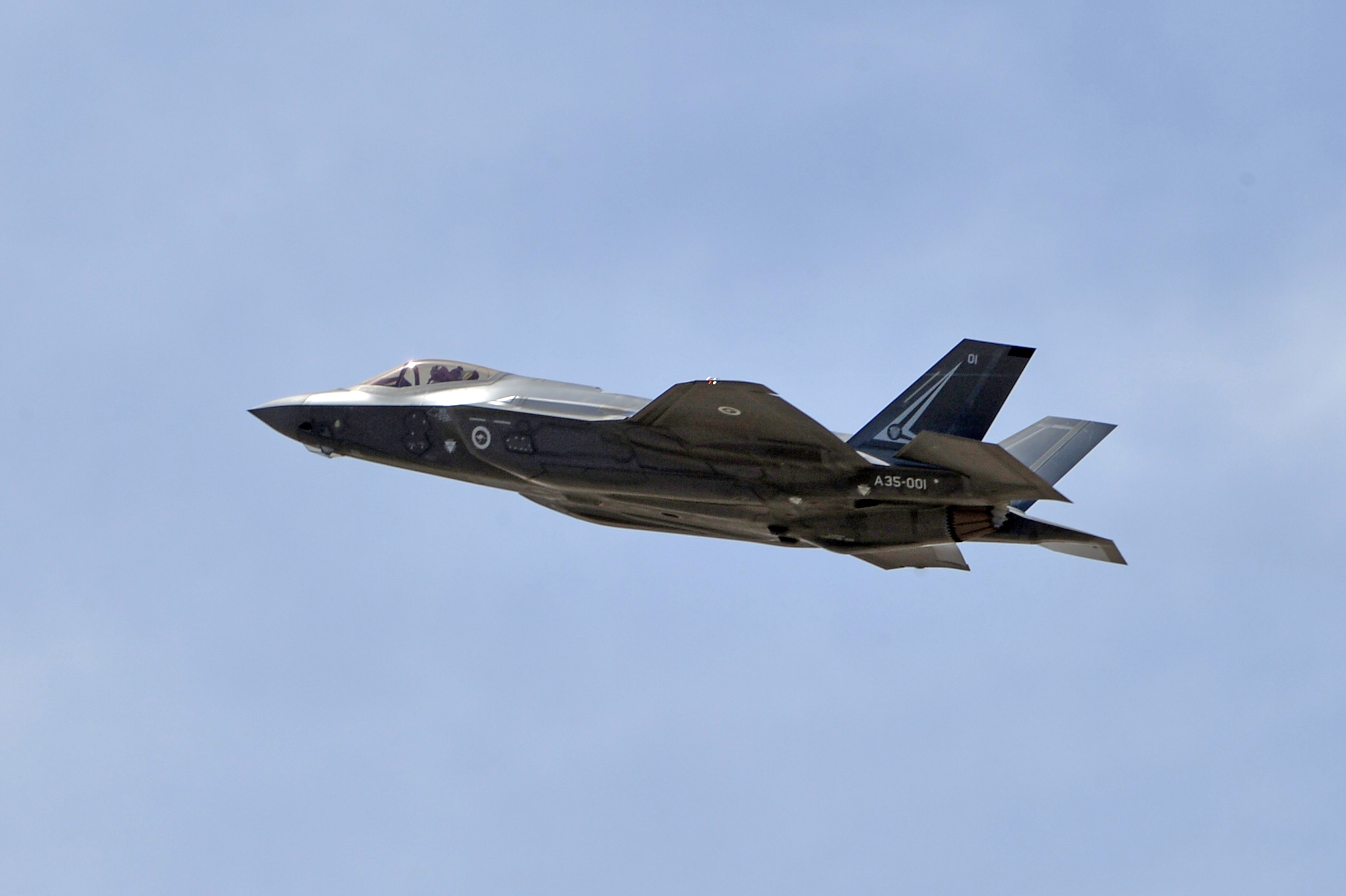
2015年澳大利亚皇家空军F-35A於從美國路克空軍基地起飛進行測試。
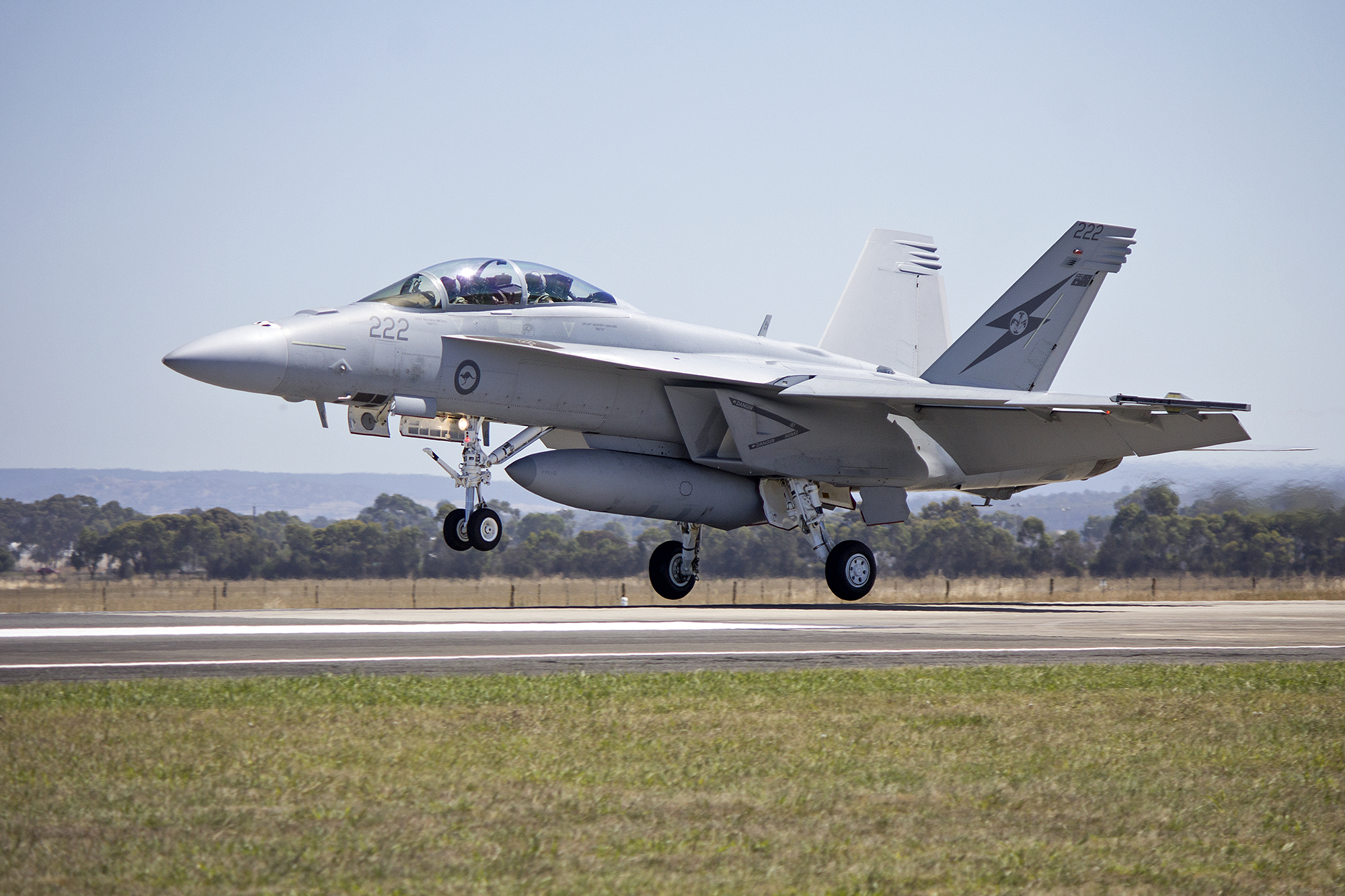
澳大利亞皇家空軍F / A-18F超級大黃蜂，攝於2013澳大利亚航展
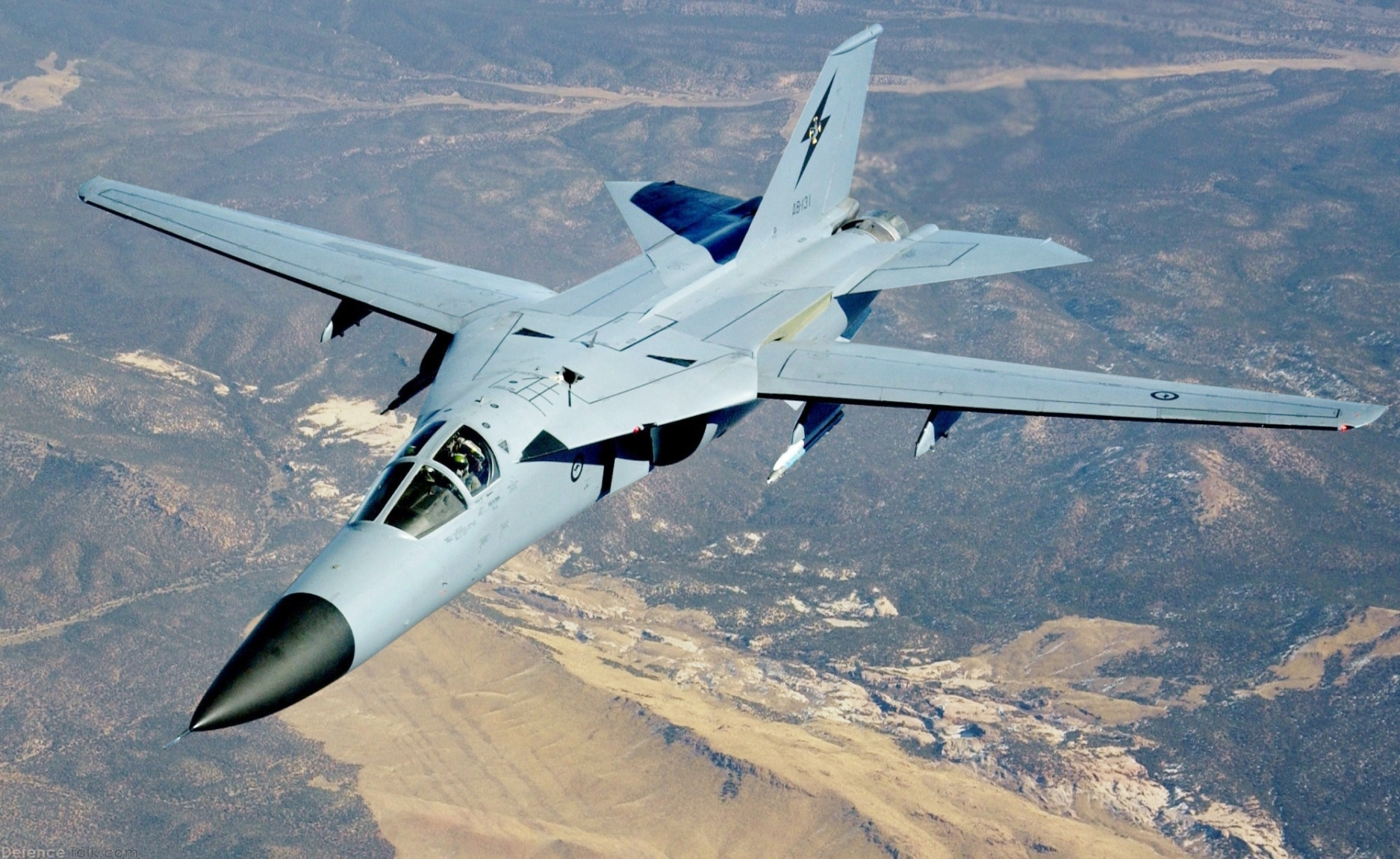
F-111C，攝於2006年。
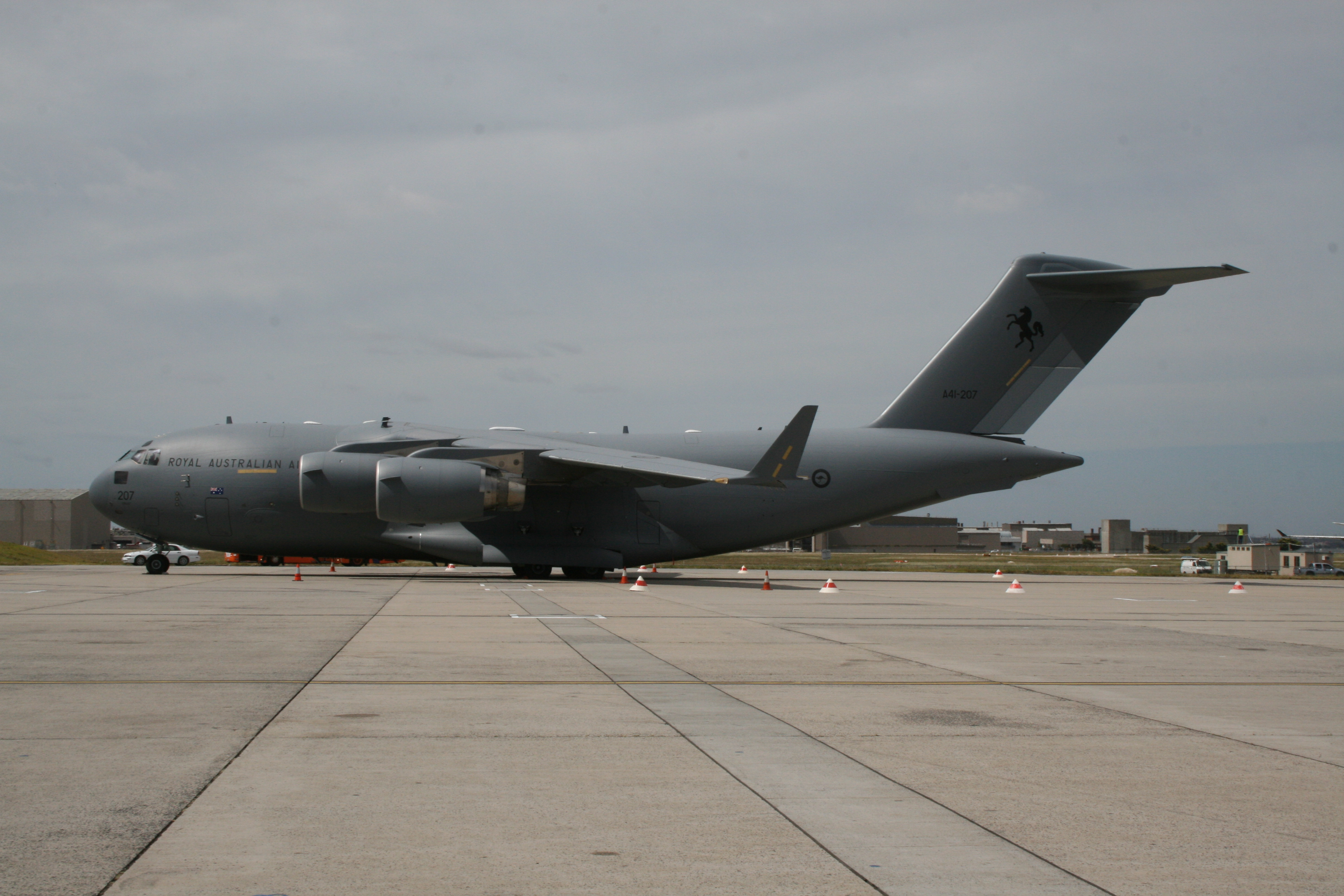
澳洲皇家空軍一架停在墨爾本機場的C-17運輸機。
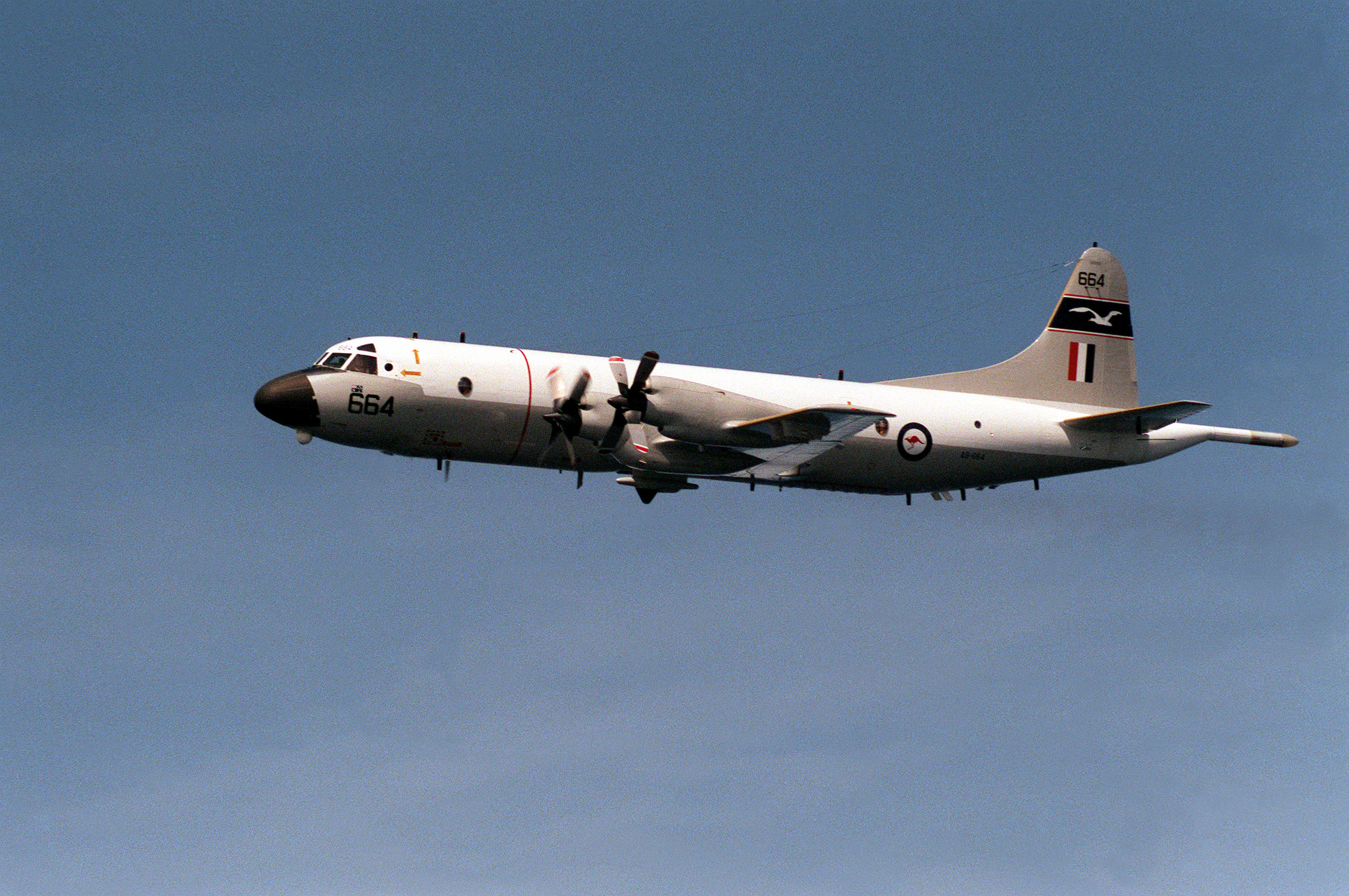
P-3獵戶座，攝於1990年。
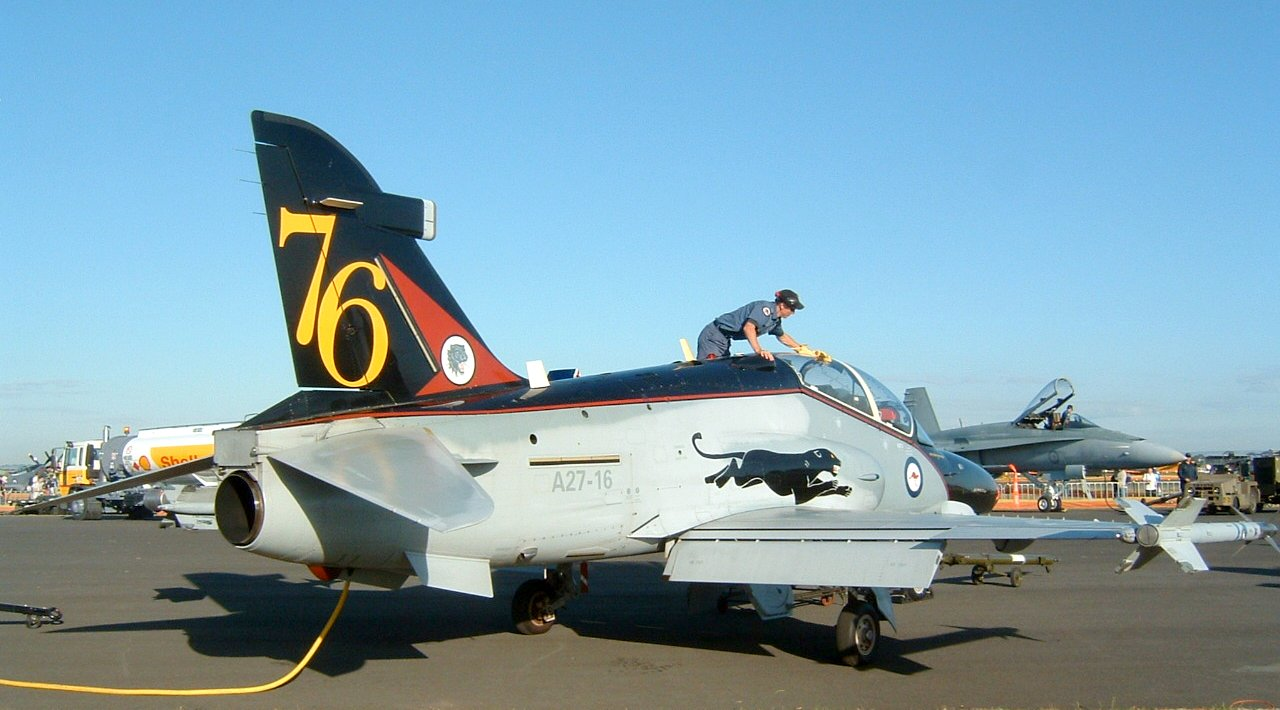
澳洲空軍的Mk127戰機，配上第76縱隊的特別顏色。
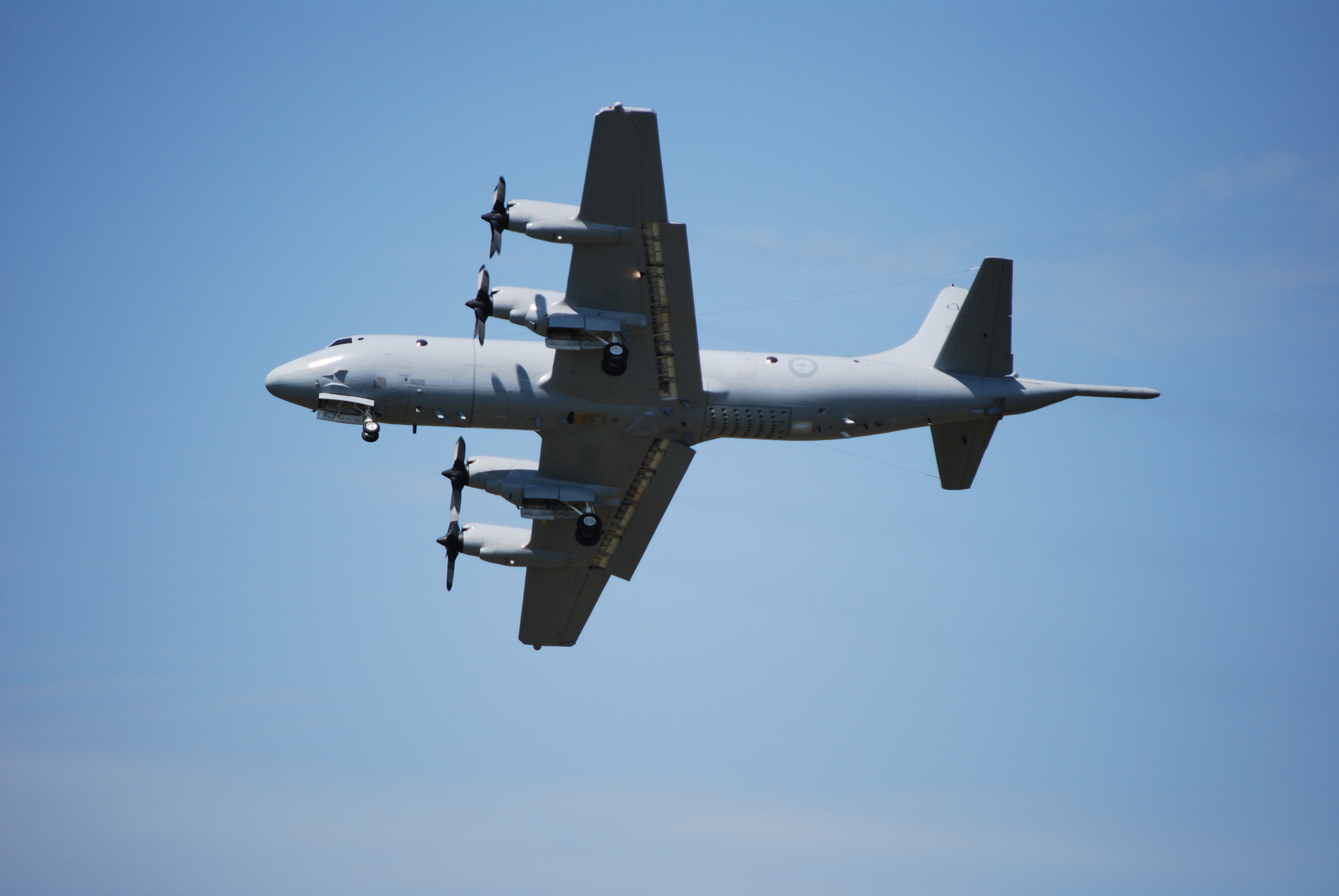
AP-3戰機
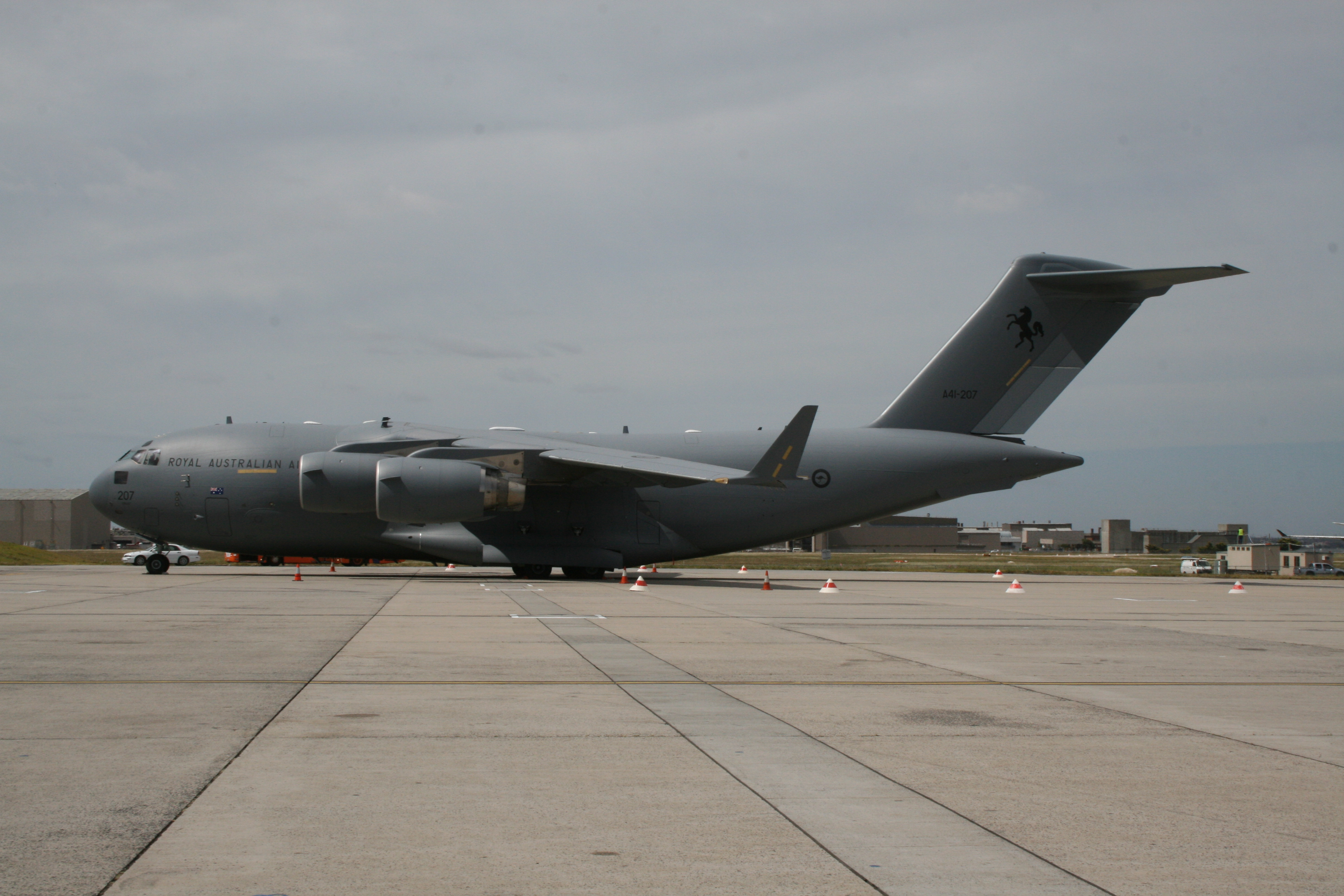
澳洲空軍C-17全球霸王運輸機
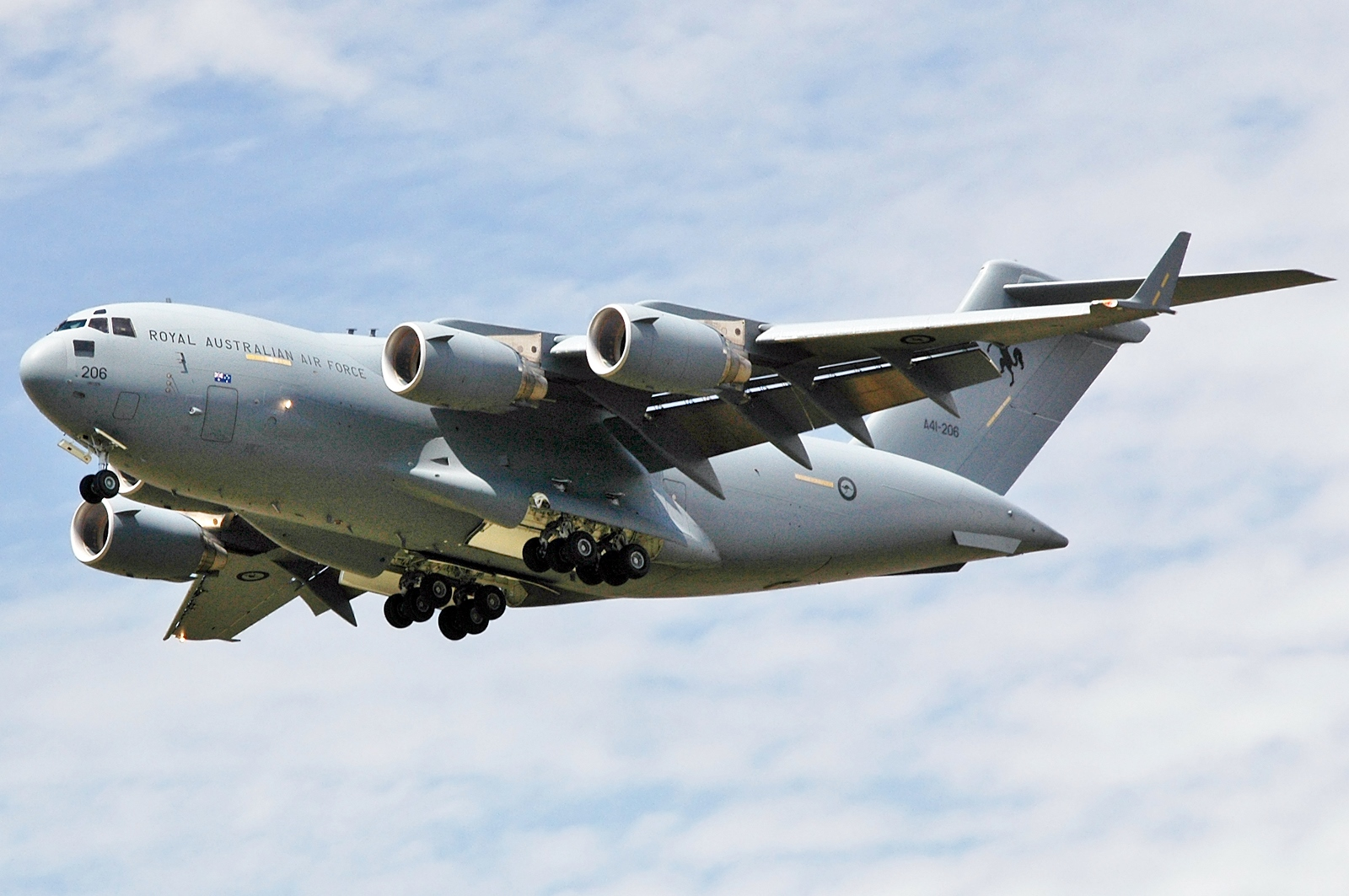
澳洲空軍C-17全球霸王III運輸機
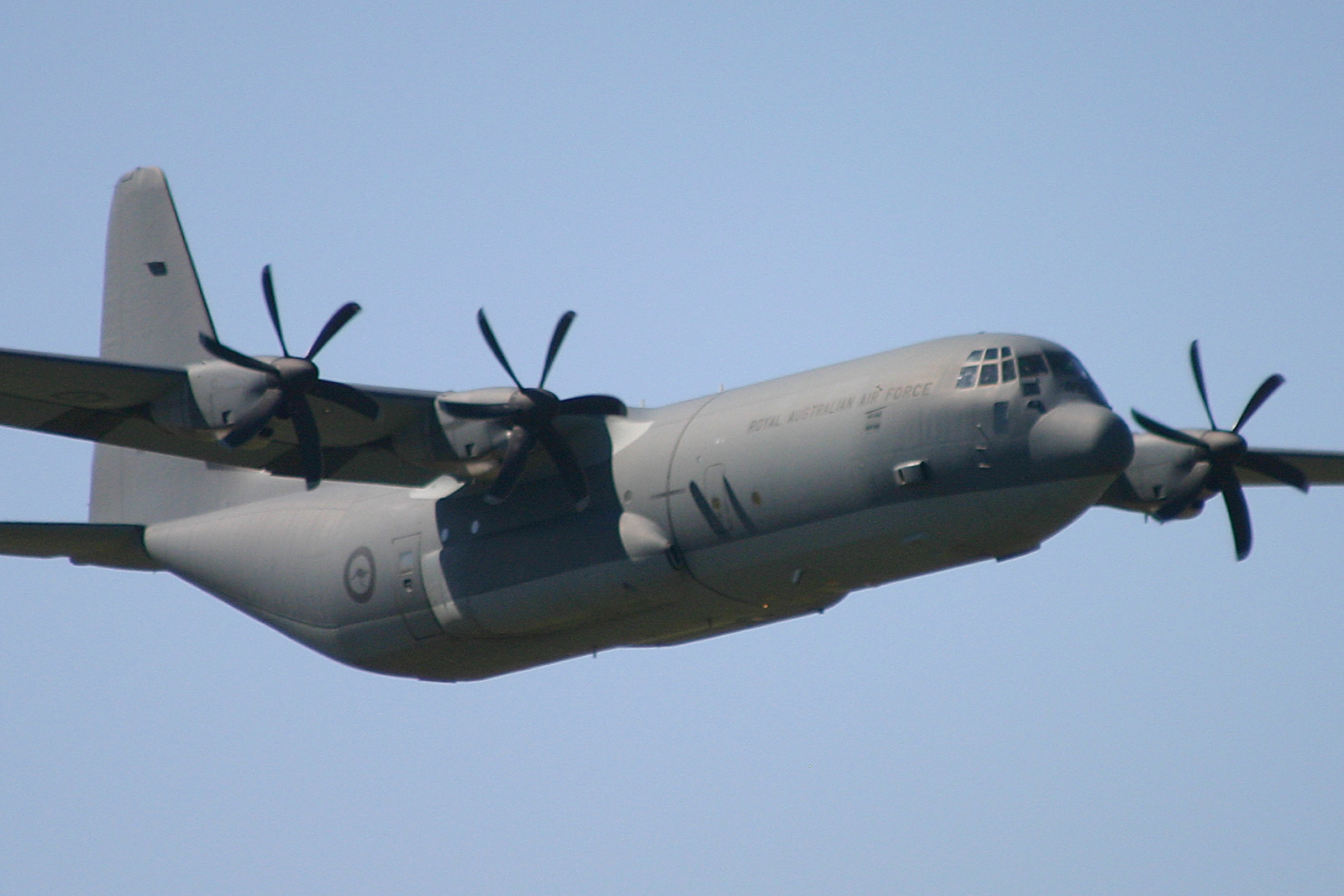
C-130J，攝於2008年。
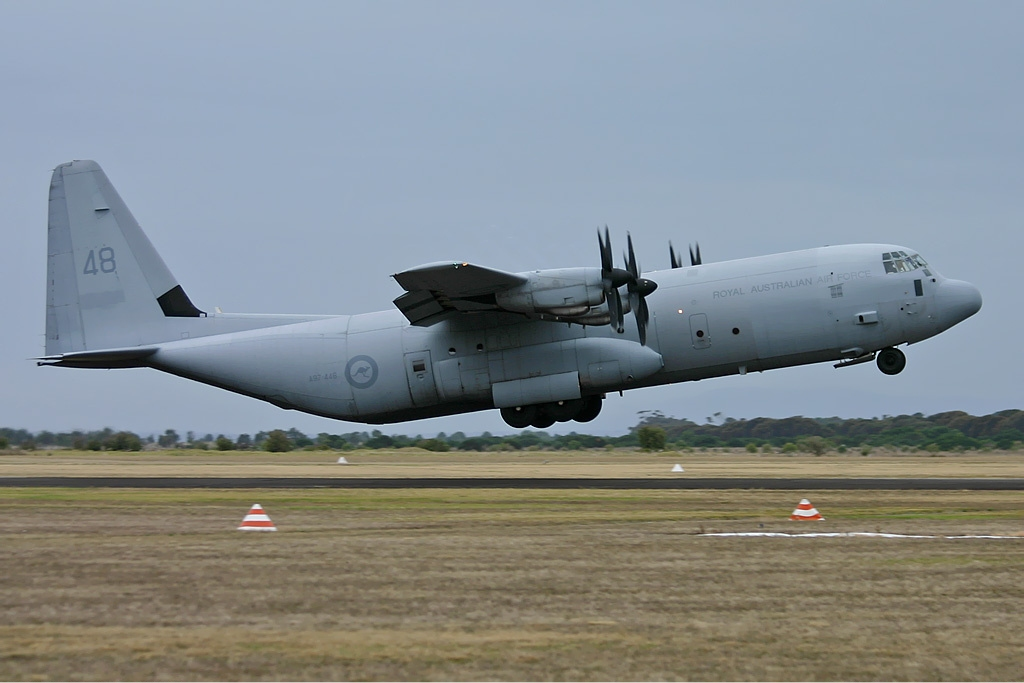
澳大利亚皇家空军C-130J-30，飛離庫克角基地
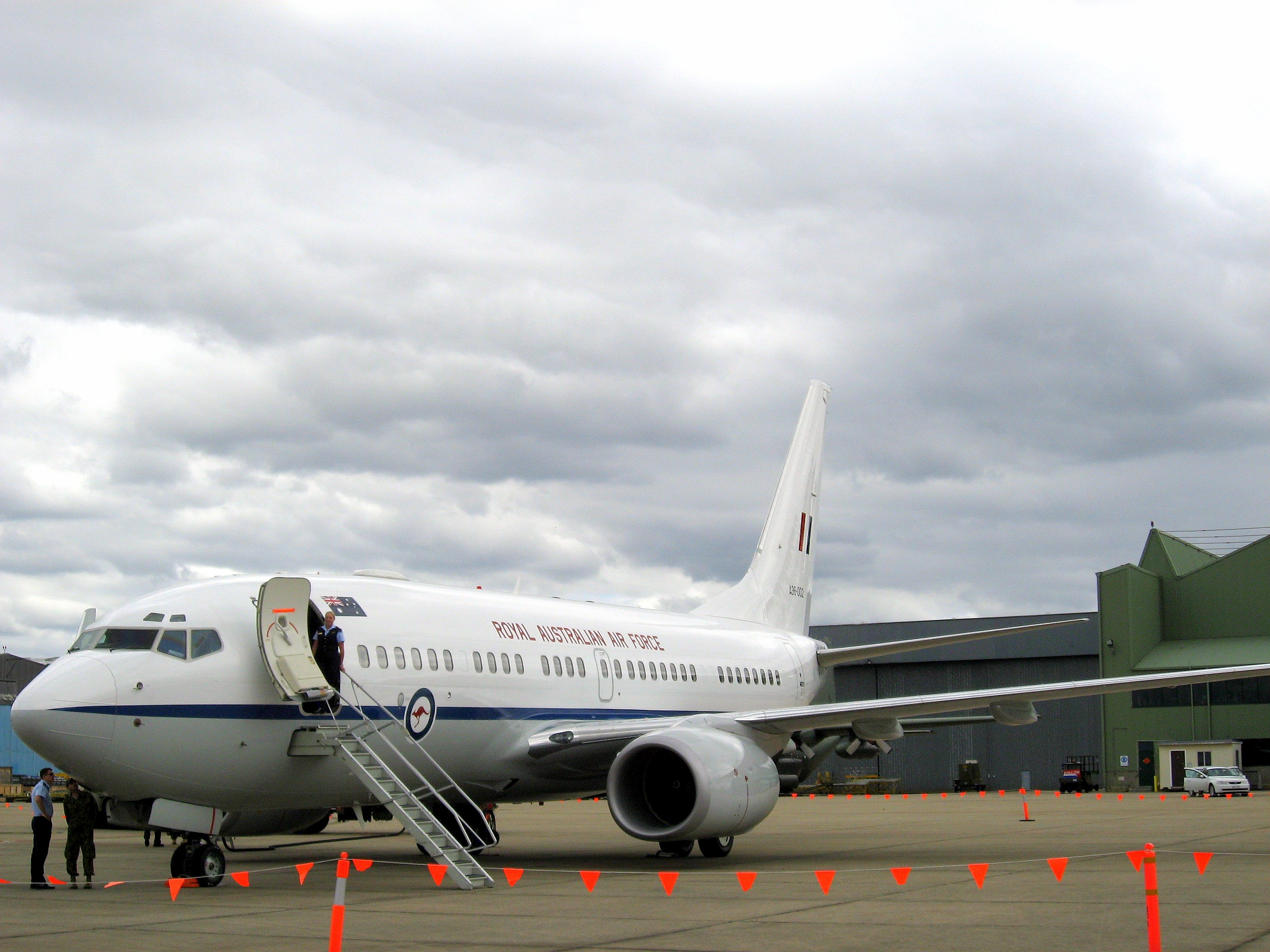
澳洲空軍的波音商務噴射機。
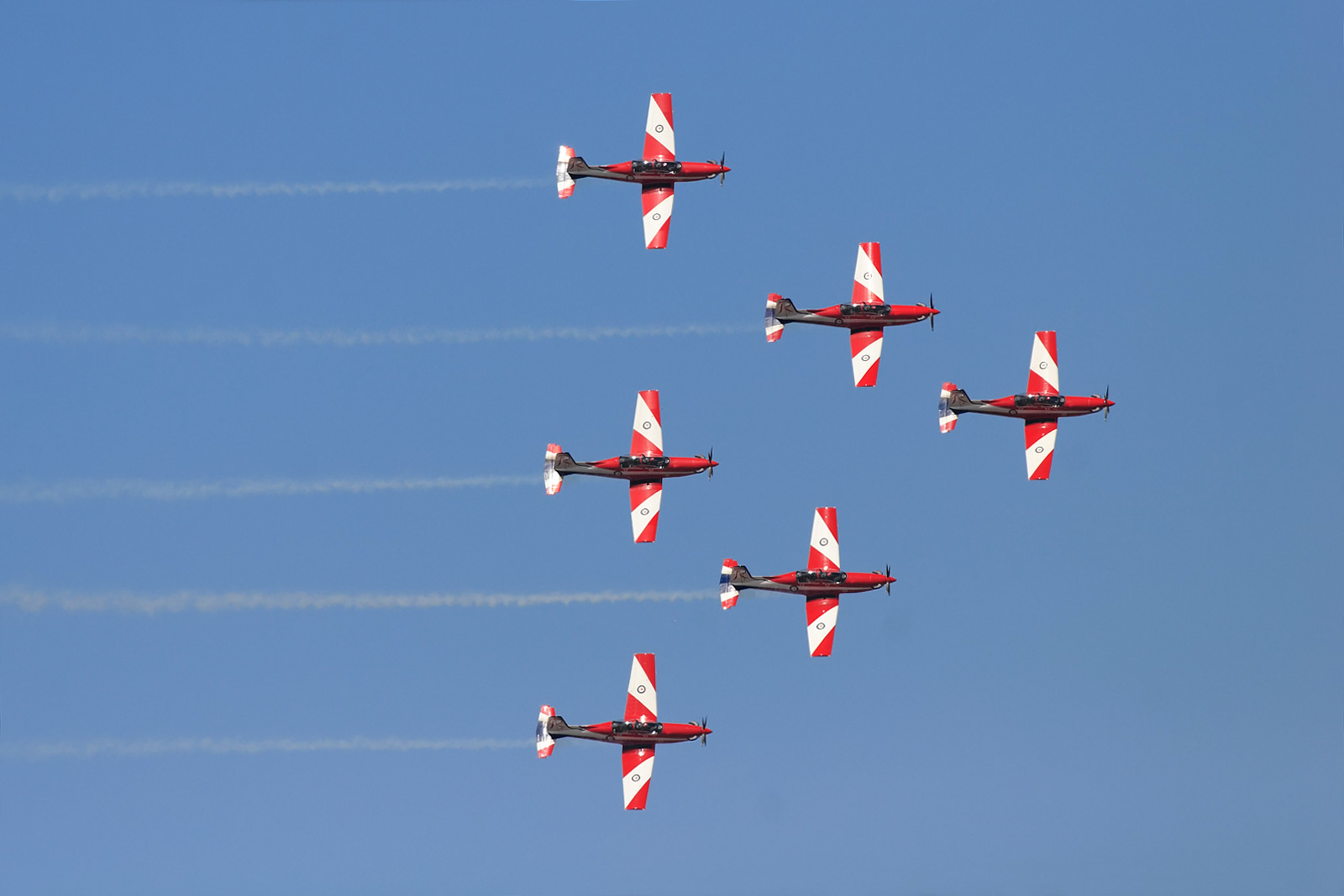
澳大利亚皇家空军 Roulette 特技飛行表演隊

## 延伸阅读
- Ashworth, Norman. . Australia: Royal Australian Air Force Air Power Development Centre. 1999. ISBN 0-642-26550-X.

## 外部連結
- RAAF official site（页面存档备份，存于）
- RAAF Air Power Doctrine （页面存档备份，存于）
- ADF Aircraft Serial Number （页面存档备份，存于）
- RAAF YouTube channel 相關影像資料